# ألفرد ويتمان
ألفرد ويتمان هو سياسي كندي، ولد في 1797، وتوفي في 27 يناير 1861. انتخب عضو مجلس نواب نوفا سكوتيا.